# Кисуфим
Кисуфим (ивр. כִּסּוּפִים‎) — израильский кибуц, расположенный недалеко от границы с сектором Газа. Принадлежит к «Кибуцному Движению» (ивр. התנועה הקיבוצית‎). Относится к местному совету Эшколь.
Кисуфим лежит на трассе № 232 (Саад-Беэри-перекрёсток Катиф), в 4 км от кибуца Нирим. Его площадь составляет около 6 тыс. дунамов.

## История
Кибуц был основан в 1951 году молодёжью из США и Южной Америки. 

## Экономика
В Кисуфим выращивают овощи, фрукты и птицу, есть посадки жожобы. Действует завод по производству оправ очков.

## Население
По данным Центрального статистического бюро Израиля, население на начало 2020 года составляло 279 человек.